# Kuličkování

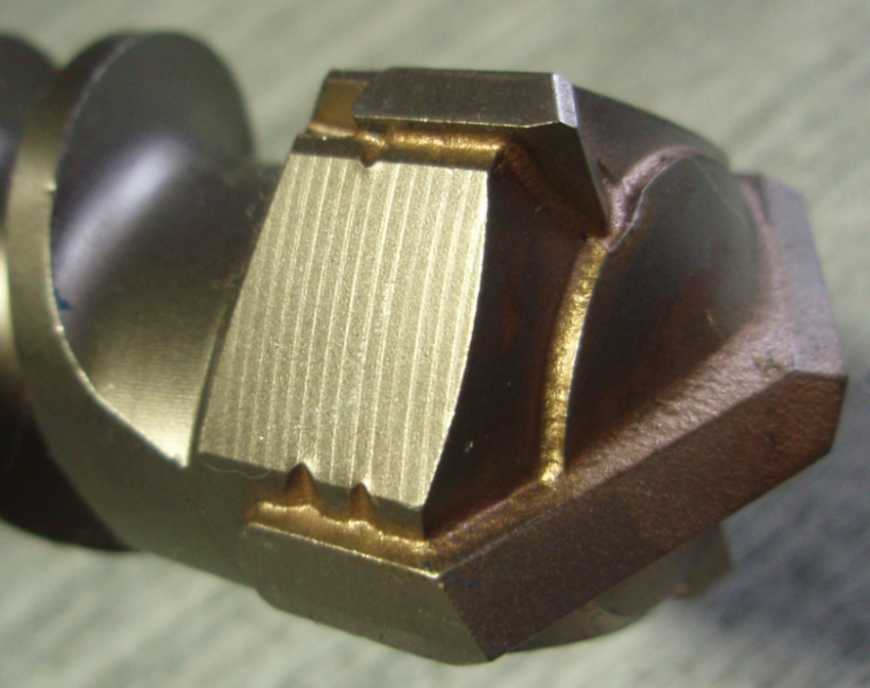
Za sucha kuličkovaný povrch vrtáku SDS max

Tváření povrchové vrstvy otryskáváním kulovitými částicemi tryskacího prostředku je známé pod názvem kuličkování, brokování (anglicky shot-peening) nebo balotinování. Povrch součásti je bombardován kuličkami, které – urychlené pneumaticky nebo mechanicky – dopadají velkou rychlostí na povrch součásti. Během velmi krátkého času nárazu působí lokálně velmi vysoká síla, která způsobuje plastické přetvoření povrchu a mechanické zpevnění.  
Kuličkování se od klasického tryskání liší především tím, že zde jsou používána kulatá zrna tryskacího prostředku. Již malý obsah nekulatých částic může negativně ovlivnit výsledný efekt.
Kuličkování zajišťuje při minimálních nákladech podstatné zvýšení některých mechanických, ale i korozních vlastností, jako je vrubová houževnatost, odolnost proti únavě, opotřebení, snižuje nebezpečí korozního praskání, mezikrystalové koroze apod. Zlepšení mechanických vlastností zaručuje zvýšení životnosti součástí, vyšší spolehlivost, popřípadě umožňuje zmenšení rozměrů a hmotnosti součástí nebo použití méně kvalitního materiálu při zachování stejné životnosti. Kuličkování se rovněž používá k tvarování částí nebo celých dílů, k odstraňování pórovitosti apod.
Pro vznik a šíření trhlin jsou vždy nebezpečná tahová napětí v povrchové vrstvě. Změny způsobené kuličkováním toto tahové pnutí v povrchové vrstvě zmenšují nebo jej dokonce mění na příznivé tlakové. Protože skoro všechna poškození korozní únavou nebo korozním praskáním vznikají na povrchu součásti, projevuje se příznivý efekt zpevnění povrchové vrstvy a působení tlakového napětí i při těchto nebezpečných namáháních.

## Oblasti užití
- pružiny (šroubové, listové),
- torzní tyče a hřídele
- hnací ústrojí (ozubená kola a hřídele, pastorky)
- ojnice
- lopatky turbín
- díly pro letecký průmysl z lehkých slitin
- svary